# فلسفة فيتنامية
تشمل الفلسفة الفيتنامية كلاً من الفلسفة الكونفوشيوسية التقليدية، والتقاليد الدينية المحلية الفيتنامية، والفلسفة اللاحقة التي تقدم التأثيرات الفرنسية والماركسية والكاثوليكية وغيرها.